# Oldelamer
Oldelamer (Stellingwerfs: Ooldelaemer, Fries: Aldlemmer) is een dorp in de gemeente Weststellingwerf, in de Nederlandse provincie Friesland. Het dorp ligt ten westen van Wolvega en ten noordwesten van Oldetrijne.

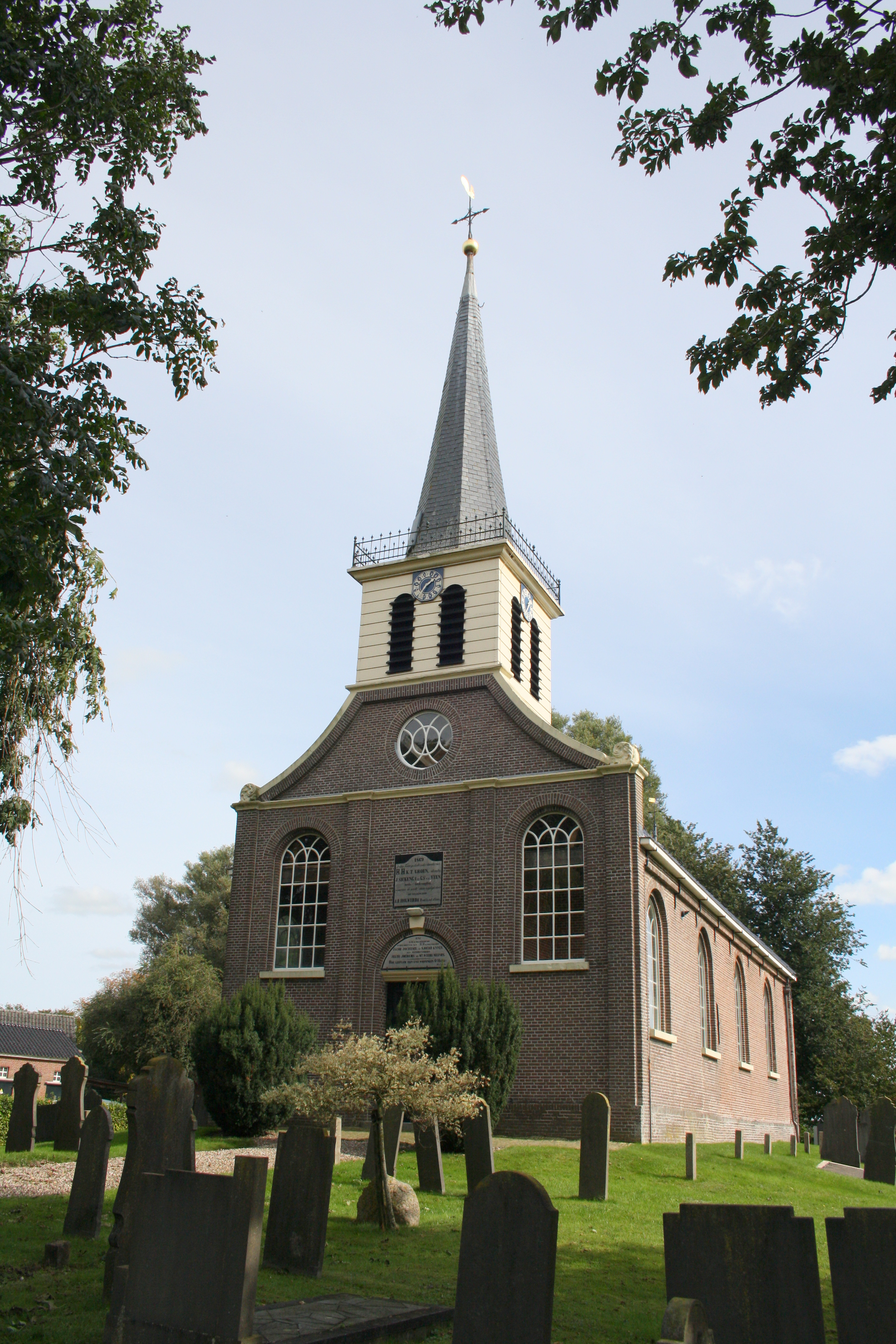
Kerk van Oldelamer

In 1320 werd de plaats vermeld als Oldenlameren, in 1408 als Olde Lemmer, in 1579 als Aldelemmer en in 1664 Olde Lemmer. De plaats is eerder ontstaan in het gebied dat in 1165 als Lammerbruke werd geduid, dat vrij vertaald broek (moerasgebied) van Lamer betekent. De plaats zou mogelijk toen Lennam antiquam geheten hebben, maar er zijn er ook die denken dat daarmee een oude monding van de rivier de Linde werd bedoeld.
De kerk van Oldelamer is een in 1794 herbouwde Hervormde kerk. 

## Windmotoren
Bij Oldelamer is een zestal kleine Amerikaanse windmotoren te vinden, te weten:
- Windmotor Oldelamer 1
- Windmotor Oldelamer 2
- Windmotor Oldelamer 3
- Windmotor Oldelamer 4
- Windmotor Oldelamer 5
- Windmotor Oldelamer 6

## Geboren in Oldelamer
- Wesselius Marcus Houwing (1 maart 1831), politicus (overleden 1907)
- Jaap Dijkstra (3 april 1943), politicus (overleden 2025)